# Fatos Nano
Fatos Thanas Nano (Tirana, 19 settembre 1952) è un politico albanese.
Più volte primo ministro dell'Albania; è stato il primo leader e fondatore del Partito Socialista d'Albania e membro del Parlamento albanese dal 1991 al 1993 e dal 1997 al 2009. Ha riformato l'ideologia marxista-leninista anti-revisionista del Partito del Lavoro d'Albania in socialdemocrazia per il suo successore, il Partito Socialista. Durante la sua guida, il Partito Socialista, a seguito di riforme, si unì all'Internazionale Socialista e al Partito del Socialismo Europeo. Nano è stato candidato alle elezioni presidenziali del 2007 ma non ha vinto. Ha nuovamente corso alle elezioni presidenziali del 2012, ma non si è nemmeno qualificato come candidato, perché i leader dei partiti in Parlamento hanno ostacolato i rispettivi parlamentari a eleggerlo come candidato alle elezioni.

## Biografia

### Famiglia e primi anni
Fatos Nano è figlio di Thanas Nano, già direttore della Radio Televisione Albanese, e Maria Nano, funzionaria di governo. Nano era l'unico figlio maschio della famiglia. È cresciuto nella Strada Hoxha Tahsin, vicino al centro di Tirana. Ha conseguito il diploma alla Scuola superiore "Sami Frasheri", uno dei più noti licei di Tirana.
Nano suonava in modo amatoriale la chitarra. Nel secondo anno di scuola superiore, Nano disse di avere fondato un gruppo rock che suonava la musica dei Beatles, rigorosamente vietata al pubblico al tempo della dittatura comunista.

### Formazione universitaria e attività professionale
Si è laureato in economia politica presso l'Università di Tirana nel 1974. Successivamente si è specializzato in economia politica. Dopo la laurea, dal 1978 fino al 1981, Fatos Nano ha lavorato nella gestione dei mulini metallurgici di Elbasan. Dal 1981 al 1984, Nano ha lavorato come economista presso l'Azienda Agricola di Priska a Tirana. Nel 1983 l'Università di Tirana gli conferisce il dottorato in economia politica. Nel 1984, è stato nominato ricercatore per i problemi socio-economici e le riforme economiche e di mercato dei paesi del blocco dell'Est Europa presso l'Istituto dei studi marxista-leninista a Tirana, dove ha lavorato fino al 1990. Quando Fatos Nano lavorava nell'Istituto Marxista-Leninista era continuamente sotto la tutela di Nexhmije Hoxha, moglie del dittatore Enver Hoxha. Da lì è stato scelto per favori speciali. Nexhmije Hoxha ha seguito la sua carriera passo dopo passo e lo ha aiutato in punti strategici per passare da un lavoro all'altro. Dal 1978 al 1990, Nano ha lavorato anche come docente (lettore) in varie facolta dell'Università di Tirana.

### Imprigionamento e Primo ministro
Nel 1993 fu incarcerato con l'accusa di corruzione, dalla quale fu scagionato (per non avere commesso il fatto) nel 1999. Lasciò la prigione nel marzo 1997 e tornò al potere quattro mesi dopo, avendo vinto a grande maggioranza nelle elezioni anticipate dopo i grandi tumulti che seguirono il fallimento delle società finanziarie in Albania. Dovrà dimettersi nell'ottobre 1998 dopo una crisi sociopolitica che seguì l'uccisione di uno dei leader dell'opposizione, Azem Hajdari. 
Nel frattempo il PS continuò a governare il paese e vinse le elezioni nel giugno 2001. Nano è diventato Primo Ministro per la terza volta nel luglio 2002, nominato dal presidente Alfred Moisiu. Nel 3 luglio 2005 il Partito socialista perse le elezioni e, di conseguenza, la maggioranza in parlamento. 
Il Partito Democratico, vincente, nominò Sali Berisha primo ministro del nuovo governo. Il 1º settembre 2005 Nano si è dimesso da presidente del Partito Socialista.
Nano ha criticato varie volte il nuovo leader del PS,  Edi Rama per lo stile autoritario della leadership del Partito socialista e le pratiche di esclusione dei membri fondatori con grandi contributi nel Partito socialista. 
Nano ha cercato di essere eletto presidente l'8 luglio 2007, dopo la fine del mandato del Presidente Moisiu, ma non ha avuto il sostegno di Rama. La maggior parte dei parlamentari dell'opposizione, guidati dal Partito socialista, non ha sostenuto la sua candidatura ed ha boicottato le elezioni.

### Vita privata
Si è sposato per la prima volta nel 1976, con Rexhina Nano; con la quale ha avuto un figlio e una figlia, Sokol e Edlira. Nel 2002 Nano ha divorziato da Rexhina Nano, sposando l'imprenditrice Xhoana Nano, con la quale vive attualmente tra Vienna e Tirana.